# Błękitne światło
Błękitne światło (niem. Das blaue Licht) – niemiecki film fantasy z 1932 r. wyprodukowany przez Leni Riefenstahl, która była jednocześnie jego reżyserem i odtwórczynią głównej roli.

## Fabuła
Na uboczu pewnej górskiej wsi mieszka młoda kobieta, Junta (Riefenstahl). Prowadzi proste życie, ale jest w niej coś mistycznego. Często wspina się na okoliczne góry i spaceruje po lasach, ale ponieważ żyje w odosobnieniu i zachowuje się dość dziwnie, mieszkańcy sądzą, że jest czarownicą. Ze strachu nie pozwalają jej przychodzić do wioski. Podejrzewają ją także, że ma jakiś związek ze śmiercią kilku młodych ludzi, gdyż wszyscy zginęli podczas wspinaczki na miejscową górę w czasie pełni księżyca.
Okazuje się, że nocą przez wyłom w górskiej skale wpada do środka blask księżyca i oświetla grotę wypełnioną wspaniałymi kryształami. Miejsce tego nieopisanego piękna, promienieje magicznym błękitnym światłem i dla Junty jest święte. Jaskrawe światło wydobywające się z groty jest widoczne także w wiosce, z której wyruszają młodzi ludzie przyciągani jego blaskiem, lecz nie są w stanie do niego dotrzeć, gdyż giną na zdradzieckim zboczu góry.
Pewnego dnia przybywa do wioski wiedeński malarz szukający inspiracji. Zwiedzając okolicę spotyka Juntę. Pomimo barier językowych nawiązuje z nią bliższą znajomość, oczarowany jej urodą. Kiedy podczas kolejnej pełni księżyca Junta udaje się do groty, malarz wyrusza za nią. Tam odkrywa tysiące drogocennych kamieni i uświadamia sobie, że mogą być źródłem ogromnego bogactwa dla mieszkańców wioski. Dlatego natychmiast biegnie na dół, by poinformować o tym ludzi i wskazać im bezpieczną drogę do groty. Nazajutrz, nieświadoma niczego Junta znajduje na ścieżce prowadzącej do wsi kilka kryształów i porzucone narzędzia. W pośpiechu biegnie do groty, gdzie znajduje zupełnie jałowe kamienie. Reszta bezcennych kamieni została zabrana przez chciwych wieśniaków. W czasie, gdy mieszkańcy świętują zdruzgotana Junta traci chęć do życia.

## Obsada
- Leni Riefenstahl jako Junta
- Mathias Wieman jako Vigo
- Beni Fuhrer jako Tonio
- Max Holzboer jako właściciel zajazdu
- Martha Mair jako Lucia
- Franz Maldacea jako Guzzi

## Odbiór filmu
Film został dobrze przyjęty w wielu krajach Europy, chociaż niektórzy krytycy szczególnie w Niemczech byli podzieleni co do jego oceny. Odniósł także znaczny sukces komercyjny, przy
dość skromnej reklamie i otrzymał przychylne opinie krytyków w Londynie i Paryżu, gdzie kino alpejskie wciąż było nowością. Doceniono go
również na Międzynarodowym Festiwalu Filmowym w Wenecji, gdzie zdobył Srebrny Medal.
Sama Riefenstahl mówiła, że ten film w pewnym sensie odzwierciedla jej własne życie, gdyż podobnie jak Junta żyła w świecie marzeń, ignorując otaczającą ją rzeczywistość do czasu, gdy jej ideały zostały zniszczone.

## Ponowne wydania
W 1937 r. kilka lat po pierwszej premierze, film ponownie wszedł do dystrybucji, ale usunięto z niego imiona Mayer, Balázs i Sokal, gdyż były żydowskie, a w Niemczech panowały wówczas antysemickie nastroje.
Zredagowana wersja filmu wydana została w 1951 r. we Włoszech, pod tytułem „Górskie legendy Leni Riefenstahl”. Reżyserka skróciła go z 86 do 73 minut, usuwając scenę przemian urbanistycznych w Santa Maria. W listopadzie 1951 r. odbyła się w Rzymie premiera poprawionej wersji filmu z nowym montażem i ścieżką dźwiękową. Obraz w takiej formie był też rozpowszechniany w Niemczech i Austrii.

## Inspiracje legendami
Film nosi taką samą nazwę jak stara niemiecka legenda (Das blaue Licht), dlatego możliwe że była ona jakąś inspiracją podczas pisania scenariusza. Jednakże sama fabuła ma niewiele wspólnego z legendą, a nawet jest jej przeciwieństwem.
Oryginalna opowieść została spisana przez braci Grimm w 1810 roku, a później w latach 20. XX wieku spopularyzowana przez niemieckich nacjonalistów. Opowiada o kalekim żołnierzu, który został zwolniony ze służby u króla. By odzyskać dawne zdrowie, wyrusza na poszukiwanie lekarstwa. Podróżując przez las, napotyka dom wiedźmy, którą pyta, czy byłaby skłonna mu pomóc. Czarownica zgadza się go wyleczyć w zamian za trzy przysługi. Jedno z zadań polega na zejściu do bardzo głębokiej i suchej studni i przyniesieniu magicznej lampy. Żołnierz przynosi dziwną lampę, która jarzy się tajemniczym niebieskim światłem i które ostatecznie niszczy wiedźmę. Film z mitem łączy głównie motyw niebieskiego światła i czarownicy, więc nawet jeśli Riefenstahl się nim inspirowała, to w bardzo małym stopniu.